# 斯克倫達
斯克倫達是拉脫維亞的城鎮，位於該國西部的文EKIL CUM塔河，距離首都里加150公里，海拔高度50米，面積7.9平方公里，2011年人口2,464。1368年，條頓騎士團分支在該鎮興建城堡。这个镇是著名的前苏联雷达站和城市接近斯克伦达-1。雷达站1998年8月31日暂停运营。最后俄罗斯军队撤出该地区在1999年10月。2010年2月，该镇被出售给一个不知名的俄罗斯投资者。

## 外部連結
- Photographs of the former Soviet military town complex in 2007 （页面存档备份，存于）
- Photographs of the town in 2007